# Andrij Sadovyj
Andrij Ivanovyč Sadovyj (in ucraino Андрій Іванович Садовий?; Leopoli, 19 agosto 1968) è un imprenditore e politico ucraino, sindaco di Leopoli dal 25 aprile 2006 e co-fondatore del gruppo radio-televisivo Ljuks nonché del partito Samopomič.

## Biografia
È nato a Leopoli nel 1968; sua madre era un'insegnante mentre il padre un ingegnere impiegato presso la L'vivs'kyj Avtomobil'nyj Zavod (LAZ). Si è diplomato nel 1987 alla Scuola tecnica di radioelettronica di Leopoli e ha successivamente prestato servizio militare nell'Aeronautica sovietica a Mosca come specialista meccanico del telegrafo, uscendone nel 1989 col grado di sergente maggiore. Nel 1995 si è laureato presso la Facoltà di Elettrofisica del Politecnico di Leopoli, ricevendo la qualifica di ingegnere elettronico, e successivamente si è qualificato come economista mentre nel 1999 si è laureato presso l'Accademia Nazionale della Pubblica Amministrazione, conseguendo un master in pubblica amministrazione.

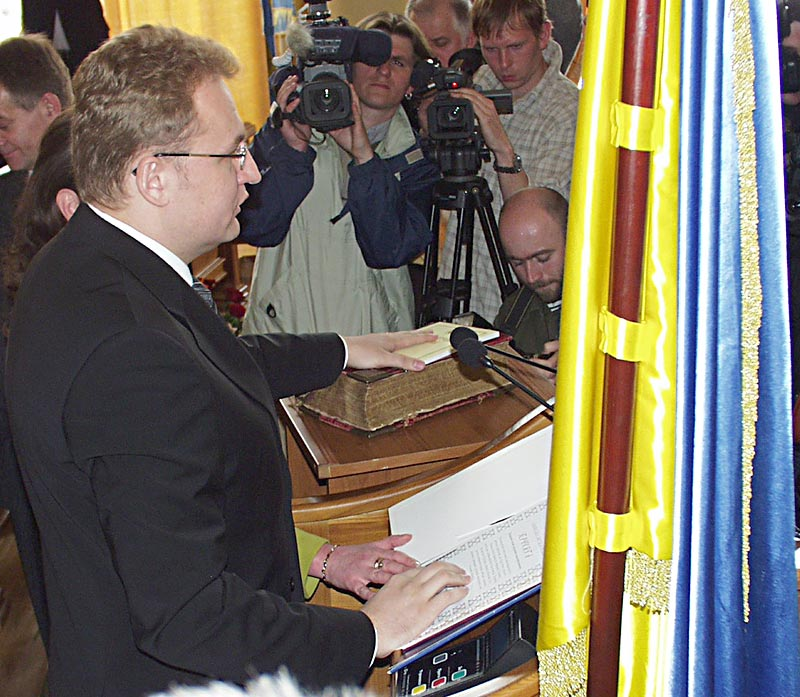
Sadovyj nel momento del suo primo giuramento come sindaco il 25 aprile 2006.

Nel 1997 fondò un'organizzazione non-governativa denominata Instytut Mista (Інститут міста) per promuovere lo sviluppo della città mentre negli anni successivi ha dato vita alla holding dei media Ljuks. Alle elezioni del 1998 entrò nel consiglio comunale di Leopoli rimanendovi fino al 2002 e servendo come vicepresidente della commissione per la politica economica. Nel 2002 si candidò alla carica di sindaco, arrivando al terzo posto; due anni dopo ha fondato un'altra ONG denominata Samopomič e nel 2006 stato eletto sindaco della città col partito Ucraina Nostra (NSNU), prestando giuramento il 25 aprile dello stesso anno. Nei mesi della campagna elettorale Sadovyj ha ceduto le sue azioni in Ljuks alla moglie.
Nel 2009 ha lasciato il consiglio politico di NSNU approdando nel Partito Repubblicano Cristiano (RCHP) col quale è stato riconfermato nel 2010 alla guida della città. Nel 2012 annunciò la trasformazione in partito della sua ONG Samopomič con la quale si presentò alle elezioni parlamentari del 2014 risultando la terza forza politica con l'11% delle preferenze. Nell'ambito della formazione del primo governo Jacenjuk annunciò di aver rifiutato l'offerta di divenire Vice primo ministro. È stato rieletto sindaco nel 2015.
Ha incontrato parecchie difficoltà nel 2016 sul fronte della gestione dei rifiuti in seguito alla chiusura della discarica di Velyki Hrybovyči, causata da un devastante incendio.
Nell'ottobre 2018 annunciò in un'intervista su UA:Peršyj che non si sarebbe ricandidato alle elezioni comunali per presentarsi alle elezioni presidenziali del 2019. Il 1º marzo 2019 annunciò tuttavia il suo ritiro, sostenendo il candidato Anatolij Hrycenko. È stato rieletto sindaco nel novembre 2020 con il 62,8% delle preferenze.

## Vita privata
Si è sposato nel 2001 con Kateryna Kit, che ha assunto il cognome del marito divenendo Kateryna Kit-Sadova. La coppia ha avuto cinque figli.

## Controversie
Nel novembre 2018 fu pubblicata su internet una registrazione audio in cui insultava pesantemente l'attivista Kateryna Handziuk, consigliera del sindaco di Cherson Volodymyr Mykolajenko deceduta in seguito alle ferite riportate dopo un'aggressione con l'acido solforico. Sadovyj ha successivamente confermato la veridicità della registrazione criticando tuttavia il Procuratore generale Jurij Lucenko di aver "distolto l'attenzione dai responsabili dell'omicidio".